# شپشین
شپشین (به صربی: Šepšin) یک منطقهٔ مسکونی در صربستان است که در ملادنوواتس واقع شده‌است.